# Fernand Rau
Fernand Rau (* 7. Oktober 1940 in Hesperingen; † 2. Juni 1994 in Luxemburg-Stadt) war ein luxemburgischer Ökonom und Politiker.

## Leben
Als Bankangestellter und von 1965 bis 1970 als Wirtschaftsjournalist war er beim Luxemburger Wort tätig. 1972 bis 1978 war er Universitätsdozent.
In seiner politischen Karriere wurde er 1979 erstmals für die Christlich Soziale Volkspartei in das luxemburgische Parlament gewählt. Nach einem im November 1992 entfachten Streit, um dem ihm zugesicherten Posten als Mitglied der europäischen Kommission, welcher ihm schlussendlich verwehrt blieb, trat er gemeinsam mit seiner Frau Hilda Rau-Scholtus aus der Partei aus und wurde mit ihr zusammen im März 1993 Parteimitglied der Alternativen Demokratischen Reformpartei (ADR).
Seine Frau war eine der führenden Köpfe der kriminellen Vereinigung Engel Albert Sekte. Nach dem Tod ihres Mannes am 2. Juni 1994, der aus bis dato ungeklärten Gründen von einem Lastkraftwagen überfahren wurde, gründete sie die Neutral Onofhängeg Menschenrechter Partei, kurz NOMP.
Nach ihm ist das Gesetz Loi Rau (Loi visant à favoriser les investissements productifs des entreprises et la création d'emplois au moyen de la promotion de l'épargne mobilière) benannt, welches als Vorbild ähnlicher Gesetze von Frankreich und Belgien übernommen wurde.